# غاري داي
غاري داي (بالإنجليزية: Gary Day)‏ هو ممثل نيوزلندي، ولد في 1941 في نيوزيلندا.

## وصلات خارجية
- غاري داي على موقع IMDb (الإنجليزية)
- غاري داي على موقع قاعدة بيانات الفيلم (الإنجليزية)